# Ulfilas (militar)
Ulfilas (también denominado como Ulfula) fue un militar godo que sirvió bajo Alarico y posteriormente bajo Honorio. Es conocido por haber participado en la guerra civil entre este y Constantino III.

## Participación en la invasión de Italia por los godos en el 401
En otoño del año 401, Alarico dirigió un ejército godo en lo que fue su primera invasión de Italia. Entre los líderes que le acompañaban se encontraban Saro y Ulfilas. Los godos aprovecharon que el grueso de las tropas romanas se encontraban en Recia y Nórico haciendo frente a una invasión de vándalos y alanos. Así, tras una marcha sin oposición por el norte de Italia sitiaron la población fortificada de Asti donde se refugiaba Honorio. Allí fueron sorprendidos por las tropas romanas de Estilicón que habían retornado, a marchas forzadas, desde el norte.
Surgió, entonces, una división de opiniones entre los godos ya que una parte veía más sensato llegar a un acuerdo de paz y regresar a sus bases en el Ilírico. Alarico, sin embargo, decidió continuar la campaña y al poco, fue derrotado en Pollentia. Acordó, entonces, retirarse a Dalmacia aunque, durante su regreso, se detuvo junto a Verona con la intención de atravesar los Alpes y atacar la Galia.
Estilicón fue advertido de las intenciones de Alarico por algunos líderes que le acompañaban quienes no estaban de acuerdo con el nuevo objetivo de su rey. El ataque romano fue un éxito y consiguió rodear a los godos en una colina de tal manera que, al poco, estos comenzaron a sufrir hambre, enfermedades y deserciones. Entre los que abandonaron el campamento se encontraban Saro y Ulfilas quienes, más tarde, se unieron a Estilicón.

## Carrera en el ejército romano
No hay reseñas de la actividad de Ulfilas en el ejército romano hasta el año 411. Tuvo que ser un eficiente comandante de la caballería ya que fue nombrado magister equitum y acompañó al futuro emperador Flavio Constancio en la campaña que, ese año, llevó a cabo en la Galia para sofocar la usurpación que protagonizaban Constantino y Geroncio.
El ejército romano se dirigió desde Italia hasta Arlés donde Constantino se encontraba sitiado por su antiguo subordinado Geroncio que disputaba, contra él, el liderazgo de la rebelión. Ante su llegada, las tropas de Geroncio huyeron a Tarragona y Constancio continuó con el asedio. Constantino, mientras tanto, había enviado a su general franco Edobico a reclutar tropas en el norte de la Galia y este volvía, entonces, para romper el cerco. Antes de que llegase, Constancio envió a Ulfilas con la caballería para que les hiciese frente. El godo consiguió una destacada victoria y puso en fuga al ejército de Edobico y, además, consiguió capturarlo y darle muerte. Este éxito le valió un reconocimiento por el general romano ante la tropa mientras que Constantino, viendo el desastre de sus aliados, se rindió al ejército de Rávena.